# 佐原町
佐原町（さわらまち）とは、千葉県香取郡にかつて存在した町である。
後身の佐原市は1951年に4町村の新設合併によって誕生したものである。

## 地理
- 現在の香取市の北西部、旧佐原市の中心部に位置する。
- 町域の南部に下総台地が見られるが、その他の大部分は利根川下流域の低地帯となっている。
- 町域の中央を利根川が東に流れている。また、市街地の中心部を利根川の支流小野川が流れている。

## 歴史

### 沿革
- 1889年（明治22年）4月1日 - 町村制施行に伴い、佐原町、篠原村、長島村、中州村、西代村のうち笄島が合併して佐原町が発足[1][2]。
- 1898年（明治31年）2月3日 - 成田鉄道（初代）滑河駅 - 佐原駅間の開業により佐原駅が開業。
- 1899年（明治32年）4月1日 - 千葉県茨城県境界変更法律により、横利根川以西の佐原町の一部と新島村の一部を本新島村に併せ茨城県稲敷郡に移管。
- 1900年（明治33年） - 政府により利根川第一期工事（佐原から銚子間）開始。
- 1910年（明治43年）8月中旬 - 利根川大洪水。岩ケ崎、笄島地先で堤防決壊。
- 1919年（大正8年）3月2日 - 諏訪公園内で伊能忠敬銅像（大熊氏廣作）除幕式。山車町内練り歩き。
- 1920年（大正9年）9月1日 - 成田鉄道が国有化。
- 1921年（大正10年）3月31日 - 横利根閘門竣工。
- 1923年（大正12年）関東大震災の時に在住朝鮮人が殺害された佐原事件が発生。
- 1936年（昭和11年）3月3日 - 水郷大橋完成。
- 1945年（昭和20年）6月23日 - アメリカ軍兵士に対する私刑殺害事件である佐原町事件(能崎事件)発生。
- 1951年（昭和26年）3月15日 - 香取町、香西村、東大戸村と合併して佐原市を新設。同日佐原町廃止。
- 2006年（平成18年）3月27日 - 佐原市が小見川町、山田町、栗源町と合併して香取市を新設。

### 変遷表
| 佐原町町域の変遷表 | 佐原町町域の変遷表 | 佐原町町域の変遷表  | 佐原町町域の変遷表 | 佐原町町域の変遷表                                | 佐原町町域の変遷表     | 佐原町町域の変遷表     | 佐原町町域の変遷表     | 佐原町町域の変遷表 | 佐原町町域の変遷表 |
| 1868年 以前        | 1868年 以前        | 明治元年 - 明治22年 | 明治22年 4月1日    | 明治22年 - 昭和19年                               | 昭和20年 - 昭和64年    | 平成元年 - 現在        | 平成元年 - 現在        | 現在               |                    |
| ------------------ | ------------------ | ------------------- | ------------------ | ------------------------------------------------- | ---------------------- | ---------------------- | ---------------------- | ------------------ | ------------------ |
|                    | 佐原新田           | 佐原新田            | 佐原町             | 明治32年4月1日 本新島村に編入                     | 昭和30年1月5日 東村    | 平成8年9月1日 町制     | 平成17年3月22日 稲敷市 | 茨城県 稲敷市      |                    |
|                    | 佐原新田           | 佐原新田            | 佐原町             | 佐原町                                            | 昭和26年3月15日 佐原市 | 昭和26年3月15日 佐原市 | 平成18年3月27日 香取市 | 千葉県 香取市      |                    |
|                    | 佐原村             | 明治21年 佐原町     | 佐原町             | 佐原町                                            | 昭和26年3月15日 佐原市 | 昭和26年3月15日 佐原市 | 平成18年3月27日 香取市 | 千葉県 香取市      |                    |
|                    | 篠原村             |                     | 佐原町             | 佐原町                                            | 昭和26年3月15日 佐原市 | 昭和26年3月15日 佐原市 | 平成18年3月27日 香取市 | 千葉県 香取市      |                    |
|                    | 中島村             |                     | 佐原町             | 佐原町                                            | 昭和26年3月15日 佐原市 | 昭和26年3月15日 佐原市 | 平成18年3月27日 香取市 | 千葉県 香取市      |                    |
|                    | 中洲村             |                     | 佐原町             | 佐原町                                            | 昭和26年3月15日 佐原市 | 昭和26年3月15日 佐原市 | 平成18年3月27日 香取市 | 千葉県 香取市      |                    |
|                    | 西代村字笄島       |                     | 佐原町             | 佐原町                                            | 昭和26年3月15日 佐原市 | 昭和26年3月15日 佐原市 | 平成18年3月27日 香取市 | 千葉県 香取市      |                    |
|                    | 牧野村             | 牧野村              | 相根村の一部       | 明治23年5月23日 香西村に改称 大正2年 佐原町に編入 | 昭和26年3月15日 佐原市 | 昭和26年3月15日 佐原市 | 平成18年3月27日 香取市 | 千葉県 香取市      |                    |

## 人口・世帯

### 人口
1920年の第一回国勢調査の人口は15299人で県内3位であった。
総数 [単位： 人]
| 1891年（明治24年） | 11,272 |
| 1897年（明治28年） | 11,834 |
| 1920年（大正 9年） | 15,299 |
| 1930年（昭和 5年） | 17,157 |
| 1940年（昭和15年） | 17,879 |
| 1950年（昭和25年） | 24,143 |

### 世帯
総数 [単位： 世帯]
| 1951年（昭和26年） | 5,019 |

## 交通

### 鉄道
- 日本国有鉄道（ → 東日本旅客鉄道）
  - ■成田線
    - 佐原駅

### 道路
- 県道千葉-佐原線（ → 国道51号）
- 水郷大橋（佐原町が働きかけてできた利根川の栄橋より下流で初めての橋梁）

### 港湾
- 佐原港